# Parafia Opatrzności Bożej w Jaworzu
Parafia pod wezwaniem Opatrzności Bożej w Jaworzu – parafia rzymskokatolicka znajdująca się w Jaworzu. Należy do dekanatu Jasienica diecezji bielsko-żywieckiej. Jej kościołem parafialnym jest Kościół Opatrzności Bożej w Jaworzu.

## Historia parafii
Jaworze pojawiło się w 1447 roku w spisie świętopietrza (chrześcijańskiej daniny składanej w średniowieczu). Reformacja w Jaworzu rozpoczęła się w drugiej połowie XVI wieku. Efektem tego w Jaworzu zostaje jeden katolik. 
W latach 1679–1688 liczba wiernych stopniowo rośnie. W 1804 roku liczba parafian liczyła ponad 300 osób. Obecny kościół murowany w Jaworzu został wybudowany w miejscu dawnego, drewnianego, w 1803.
W 1829 roku został zbudowany dom w Jaworzu, który mieścił jednoklasową szkołę katolicką oraz mieszkania dla katolickiego duszpasterza i nauczyciela. W 1847 roku kościół katolicki w Jaworzu został przekształcony w lokalię, a w 1871 roku lokalia otrzymała status parafii.
Na przełomie lat 1913 i 1914 została wybudowana nowa plebania na gruncie Henryka hrabi Larisch-Mönnich. Następnie w latach 1926–1928 został wybudowany Dom Katolicki, który został rozbudowany w 1934 roku. Od 1995 roku mieści się tam biblioteka oraz miejsce spotkań młodzieży. W 2010 Dom Katolicki przeszedł kolejną rozbudowę. 
1 stycznia 2015 parafię przeniesiono ze zlikwidowanego dekanatu Bielsko-Biała IV do nowo powstałego dekanatu Jasienica.

### Lista proboszczów i administratorów

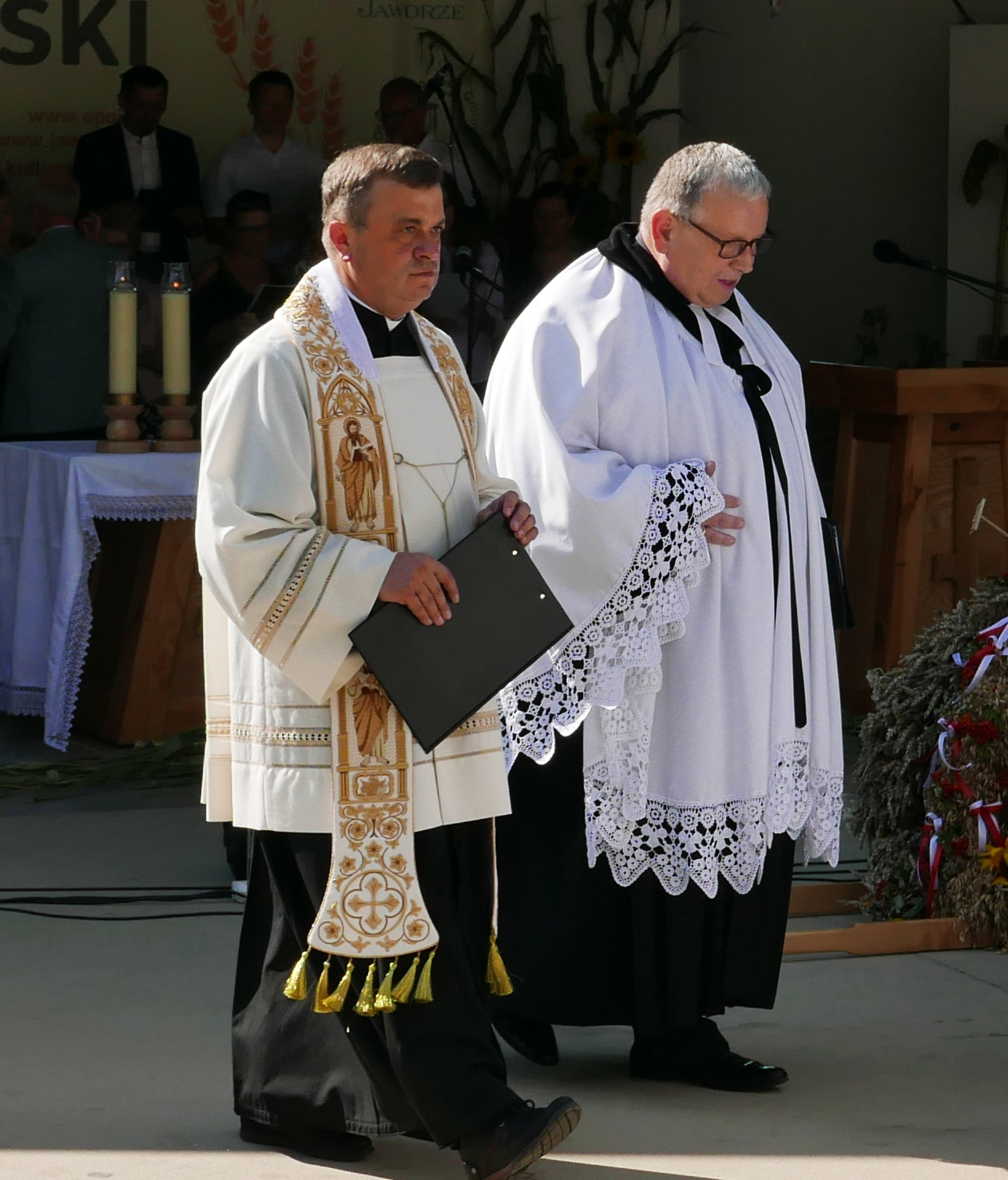
Ks. Stanisław Filapek odprawiający nabożeństwo ekumeniczne z proboszczem Parafii Ewangelicko-Augsburskiej w Jaworzu – ks. Władysławem Wantulokiem w październiku 2018 roku

### Lista proboszczów i administratorów[1][3]
| Imię i nazwisko       | Lata posługi w Jaworzu | Funkcja       |
| --------------------- | ---------------------- | ------------- |
| ks. Józef Guziur      | 1867–1879              | proboszcz     |
| ks. Jan Mrkwa         | 1879–1893              | proboszcz     |
| ks. Franciszek Zuber  | 1893–1903              | proboszcz     |
| ks. Józef Adamus      | 1903–1911              | proboszcz     |
| ks. Stanisław Nowak   | do listopada 1911      | administrator |
| ks. Józef Hanzlik     | 1911–1927              | proboszcz     |
| ks. Jan Warzecha      | 1927–1960              | proboszcz     |
| ks. Stanisław Kuś     | 1960–1962              | administrator |
| ks. Ludwik Wrzoł      | 1962–1963              | administrator |
| ks. Tadeusz Michalik  | 1963–1979              | proboszcz     |
| ks. Adam Gramatyka    | 1979–2014              | proboszcz     |
| ks. Stanisław Filapek | od 2014                | proboszcz     |